# ロード・ネルソン級戦艦
| ロード・ネルソン級戦艦    | ロード・ネルソン級戦艦 |
| ------------------------- | --- |
| ロード･ネルソン（1908年） | |
| 艦級概観                  | |
| 艦種                      | 戦艦 |
| 艦名                      | |
| 前級                      | キング・エドワード7世級戦艦 |
| 次級                      | ドレッドノート |
| 性能諸元                  | |
| 排水量                    | 基準：17,820トン |
| 全長                      | 152.4m、水線長：135.2m |
| 全幅                      | 24.2m |
| 吃水                      | 7.9m |
| 機関                      | バブコック・アンド・ウィルコックス式石炭・重油混焼水管缶15基 +レシプロ機関2基2軸推進                                                                                      |
| 最大出力                  | 16,750hp |
| 最大速力                  | 18ノット |
| 航続距離                  | 10ノット/9,180海里 |
| 乗員                      | 800名 |
| 兵装                      | 30.5cm（45口径）連装砲2基 23.4cm（50口径）連装砲四基＋同単装砲二基 76mm(40口径)単装砲24基 47mm(40口径)単装砲2基 45cm水中魚雷発射管5基                                     |
| 装甲                      | 舷側：305mm（水線部のみ）、203mm（水線部端部）、-mm（水線上部） 甲板：102mm 主砲塔： 305mm（前盾）、-mm（側盾）、-mm（後盾）、-mm（天蓋） バーベット部：-mm 司令塔：305mm |

ロード・ネルソン級戦艦 (Lord Nelson class battleship) は、イギリス海軍の戦艦。フランス海軍のダントン級と並び称される準弩級戦艦である。同型艦は当初3隻の予定であったがスウィフトシュア級戦艦の購入の余波で2隻に減じられた。最初の弩級戦艦であるドレッドノートよりも先に起工したものの、本級よりもドレッドノートへの主砲の供給が優先されたため完成が遅れ、1908年にドレッドノートより2年遅く竣工した際には既に戦力としては二線級となってしまっていた。

## 艦形について

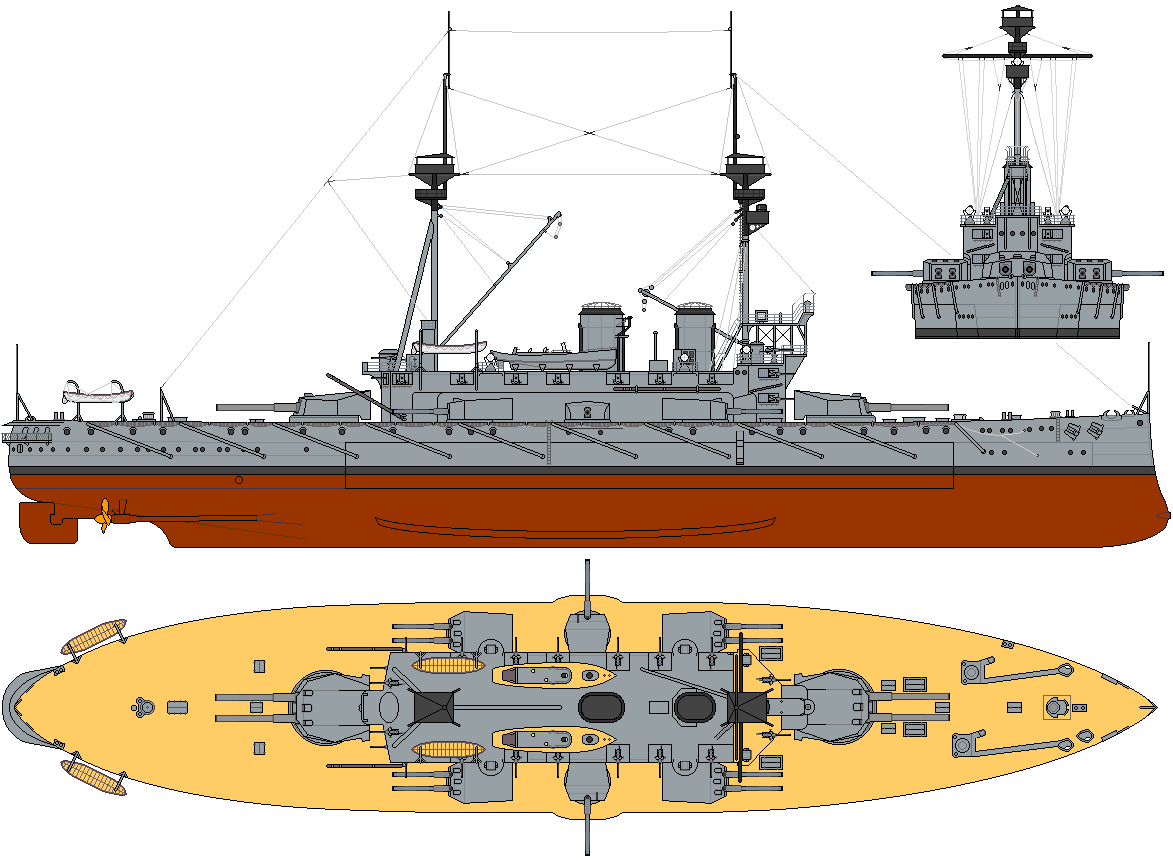
本級の武装配置を示した図。

船体は水平甲板型で、ほぼ垂直に切り立った艦首から新設計の「1908年型 Mark10 30.5cm（45口径）砲」を連装砲塔で1基、司令塔を上に載せた操舵艦橋、単脚檣、二本煙突、後部三脚檣、その両舷には中間砲として「1908年型 23.4cm（50口径）砲」を連装砲塔・単装砲塔・連装砲塔の順に連装砲塔四基・単装砲塔二基を配置した。後部主砲塔の順である。前部艦橋と後部艦橋の間に、煙突を囲むようにフライング・デッキ（空中甲板：渡り廊下の様なもの）が設けられ、二層構造で上段が艦載艇置き場、下段が76mm単装砲がケースメイト配置で片舷12基で計24基配置された。
元来、主砲と副砲以外に中間砲を装備するのが準弩級戦艦であるが、本級の場合は中間砲を装備する代わりに副砲を廃止するという、変則的な準弩級戦艦である。

### 主砲
本級の主砲は新設計の「1908年型 Mark10 30.5cm（45口径）砲」で、後にドレッドノートの主砲にも採用されている。しかし、先述の通り同一の主砲を必要とするドレッドノートへの供給が優先され、本級の完成が遅れる一因となった。

### 中間砲等

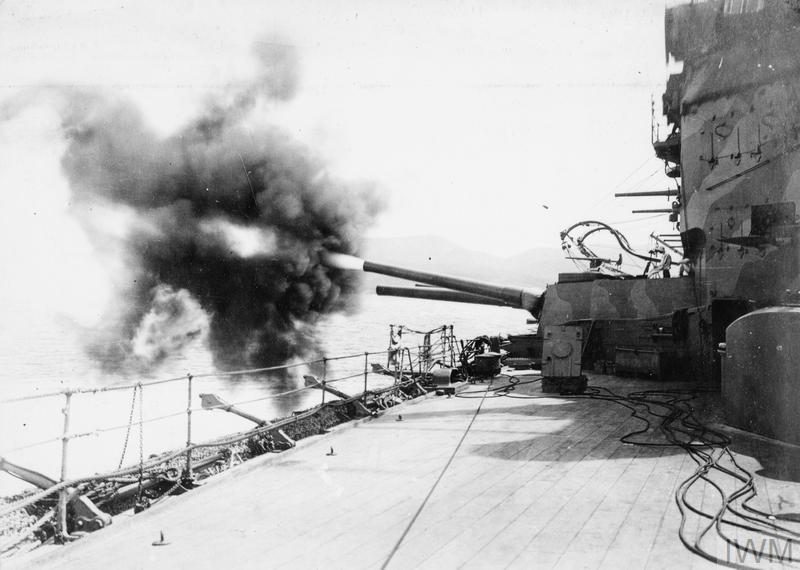
中間砲を撃つ「アガメムノン」。

中間砲はこれまた新設計の「1908年型 23.4cm（50口径）砲」である。当初はこれを連装砲塔6基に収める予定であったが、狭い舷側甲板上に中間砲塔を三基も配置すると艦幅を食い、海軍工廠のドックに入らないので止む無く中央部の二基のみ単装砲塔として艦幅を24.2mに収めた。そのため連装砲塔四基＋同単装砲塔二基の変則配置となった。なお、砲自体の性能は良好で172.4kgの砲弾を仰角15度で14,800mも飛ばした。砲塔自体も操作は軽快で充分に敵水雷艇の動きに追従でき、装備しなかった副砲の代わりを十分果たしたとされた。他に前述のフライング・デッキに「1894年型 76mm(40口径)速射砲」を単装砲架で24基配置したが、後に若干数を撤去して探照灯を設置した。

## 同型艦
- ロード・ネルソン（英語版） Lord Nelson （ネルソン卿。トラファルガー海戦で勝利、戦死した初代ネルソン子爵ホレーショ・ネルソン） 1905年5月18日起工、1908年12月1日竣工。1920年6月4日解体のため売却。
- アガメムノン Agamemnon （トロイ戦争時代のギリシャの王） 1905年5月15日起工、1908年6月25日竣工。1927年に解体のため売却。

## 参考図書
- 「世界の艦船増刊第30集　イギリス戦艦史」(海人社)